# Josef Fass
Josef Fass (5. června 1930 Brno – 29. května 2004 Praha) byl český sinolog a diplomat.

## Život

### Raný život a studium
Narodil se v úřednické rodině. V letech 1941–1949 studoval na Akademickém gymnáziu v Praze. Po maturitě nastoupil na Filozofickou fakultu Univerzity Karlovy na obor sinologie a dějiny Dálného východu. V Pekingu na univerzitě Čching-chua 1951-1952 dále studoval čínštinu, poté přestoupil na renomovanou Pekingskou univerzitu, kde do roku 1955 studoval dějiny Číny.
Po návratu z pětiletého pobytu v Číně 1955 byl přijat jako odborný pracovník do Lu Sünovy knihovny Orientálního ústavu ČSAV. V roce 1956 ukončil studium na Filozofické fakultě Univerzity Karlovy.

### Práce
V Orientálním ústavu byl po absolvování vědecké aspirantury a obhájení kandidátské disertace Sunjatsen, jeho život a činnost od roku 1965 zaměstnán jako vědecký a později samostatný vědecký pracovník. Soustředil se na výzkum éry mandžuské dynastie Čching v 19. století a na počátku 20. století, a zejména pak na výzkum prvních let po vzniku Čínské republiky (po roce 1911).
V roce 1967 odjel do Číny studovat a shromažďovat tisk Rudých gard, na základě cesty publikoval články o Kulturní revoluci.
Během svého působení v Orientálním ústavu přednášel jako hostující profesor na univerzitách v Gentu (leden až květen 1968) a na Freie Universität Berlin v tehdejším Západním Berlíně. Jednotlivé přednášky přednesl také v Bruselu, Londýně, Hamburku a Curychu a účastnil se mezinárodních sinologických konferencí v Turínu, Leedsu, Kodani a Bochumi. Dále napsal příspěvky o tradici čínského novinářství pro canberské Essays on the Sources for Chinese History a pro hamburský China-Handbuch.
V letech 1971–1972 byl šéfredaktorem měsíčníku Nový Orient. V sedmdesátých letech během normalizace musel odejít z Orientálního ústavu a byl zaměstnán v mezinárodní redakci ČTK jako odborník na Čínu. Byla mu tím znemožněna soustředěná vědecká práce, avšak mohl čerpat informace o aktuálním dění v zemi ze zahraničního zpravodajství. V první polovině osmdesátých let přednášel moderní dějiny Číny na katedře věd o zemích Asie a Afriky na Filozofické fakultě Univerzity karlovy. V letech 1991–1992 opět pracoval v Orientálním ústavu jako vědecký pracovník a od listopadu 1991 jako vedoucí oddělení Východní Asie. V roce 1993 nastoupil do prestižní funkce prvního mimořádného a zplnomocněného velvyslance České republiky v Čínské lidové republice a rovněž v Mongolsku a Severní Koreji. Diplomatickou kariéru ukončil v roce 1997, kdy odešel do důchodu.

## Knižní publikace
Sunjatsen, Svoboda, Praha 1966; China since 1949 zvláštní publikace časopisu Courier de ľ Extrème-Orient, Bruxelles 1968, 46 s., spoluautor; Československý vojenský atlas, Naše vojsko - MNO, Praha 1965, spoluautor.